# Predstava Hamleta u Mrduši Donjoj (1973.)
Predstava Hamleta u Mrduši Donjoj je hrvatski dugometražni film iz 1973. godine, redatelja Krste Papića, i scenarista Ive Brešana uz pomoć Papića. Film je zasnovan prema Brešanovoj knjizi i kazališnoj predstavi "Predstava Hamleta u selu Mrduša Donja".  Svjetska premijera bila je 31. srpnja 1973. na 20. Pulskom filmskom festivalu gdje je osvojio nagradu „Srebrnu arenu“ i 5. mjesto sa 92 boda publike za nagradu »Jelen«.

## Glumačka postava
- Rade Šerbedžija kao Joco / Hamlet
- Milena Dravić kao Anđa / Ofelija
- Krešimir Zidarić kao Bukara / Kralj
- Fabijan Šovagović kao Učitelj Andro
- Izet Hajdarhodžić kao Jocin Otac
- Ljubiša Samardžić kao Mačak
- Mate Ergović kao Šimurina
- Zvonko Lepetić kao Mile
- Zdenka Heršak kao Mara
- Ilija Ivezić
- Ivo Pajić
- Slavica Maras
- Rikard Brzeska
- Nevenka Šain (kao Nevenka Šajin)
- Branko Matić
- Jovan Stefanović

## Produkcija

### Razvoj
U ožujku 1972. nakon uspjeha kazališne predstave "Predstava Hamleta u selu Mrduša Donja", nastale prema drami Ive Brešana, potaknulo je renomiranog filmskog redatelja Krstu Papića da započne rad na njezinoj ekranizaciji. Predstava, koja je premijerno izvedena u Teatru itd. u Zagrebu, izazvala je veliko oduševljenje i postala jedan od najznačajnijih kazališnih događaja tog razdoblja. Osvojila je nagradu publike na Beogradskom internacionalnom teatarskom festivalu (BITEF) i bila uvrštena među najbolje jugoslavenske predstave na Sterijinom pozorju. Nakon Zagreba, izvođena je u Varaždinu, Subotici, Osijeku, Zenici i u drugim jugoslavenskim kazalištima, dok se istovremeno intenzivno pripremala njezina filmska adaptacija.

### Snimanje
Snimanje filma pod radnim naslovom "Predstava Hamleta u selu Mrduša Donja" započelo je 20. studenoga 1972. godine na lokacijama u okolici Šibenika i selu Perković. Filmska ekipa, predvođena redateljem Krstom Papićem, okupila je veliki broj sudionika, uključujući oko 3500 – 5000 statista iz lokalnog stanovništva. Nakon mjesec dana snimanja na terenu, ekipa se preselila u Zagreb gdje su nastavili rad na interijerima.
Scenarij filma napisali su Ivo Brešan i Krsto Papić, a glavne uloge povjerene su istaknutim jugoslavenskim glumcima: Fabijanu Šovagoviću, Radi Šerbedžiji, Krešimiru Zidariću, Mileni Dravić, Mati Ergoviću, Špiri Guberini, Zvonimiru Lepetiću, Zdenki Heršak, Edu Peročeviću, Iliji Iveziću i Slavici Maras. Uz njih, u filmu su se pojavili Đuro Utješanović, Ivo Pajić, Lena Politeo, Nevenka Šain-Stefanović te stanovnici Perkovića i okolice u manjim ulogama. Snimateljski rad povjeren je Vjenceslavu Oreškoviću, dok je za scenografiju i kostimografiju bio zadužen Željko Senečić. Direktor ekipe bio je Donko Buljan, a glazbu za film prvi put je skladao poznati skladatelj Đelo Jusić.

### Produkcija
Unatoč velikom entuzijazmu i pripremljenosti ekipe, projekt se suočavao s financijskim izazovima. Papić je izrazio zabrinutost zbog mogućih poteškoća u financiranju filma, istaknuvši da je zbog spektakularnih scena i velikog broja statista produkcija zahtjevnija od prosječnog jugoslavenskog filma. Redatelj se obratio Fondu za unapređenje kulturnih djelatnosti SR Hrvatske s molbom za dodatna sredstva, istaknuvši kako se ne radi o velikim iznosima i da ni jedan drugi filmski projekt ne bi bio oštećen zbog dodatnog financiranja "Hamleta".

## Prikazivanje i kritika
"Jadran film" je film uvrstio među svoja tri najznačajnija filmska projekta za festival u Puli 1973. godine, uz "Timon" Tomislava Radića i "Kužiš, stari moj" Vanče Kljakovića. Papićeva ekranizacija izazvala je posebno zanimanje javnosti, jer je kazališna predstava bila predmet žustrih polemika. No, kako su istaknuli predstavnici "Jadran filma", film nije doslovna adaptacija predstave, već je razvijen na temelju originalnog scenarija.
Film je premijerno prikazan predzadnje večeri Pulskog filmskog festivala 31. srpnja 1973. godine. Dočekan je s velikom znatiželjom, budući da je kazališna inačica već izazvala kontroverze. Kritičari su istaknuli kako film uspješno kombinira narodski humor s ozbiljnim društvenim komentarima, naglašavajući sukob dobra i zla kroz prizmu ruralne zajednice. Jedan od najzapaženijih aspekata filma bila je upotreba karikature kako bi se naglasili kontrasti između pozitivnih i negativnih likova. Papićev redateljski pristup, koji je donio mračnu atmosferu sličnu onoj u njegovom ranijem filmu Lisice (1969.), pokazao se kao vrijedan doprinos jugoslavenskoj kinematografiji. Unatoč pojedinim kritikama o pretjeranoj stilizaciji, film je općenito prihvaćen kao važan umjetnički i društveni komentar vremena u kojem je nastao. U kinodistribuciju je pušten 7. prosinca 1973.

## Vanjske poveznice
- Predstava Hamleta u Mrduši Donjoj u internetskoj bazi filmova IMDb-a